# Chiswick House
Chiswick House est une villa de style palladien sise à Chiswick, dans le district de Hounslow à l'ouest de Londres.

## Histoire
La villa a appartenu à Richard Boyle, 3e comte de Burlington, plus connu sous le nom de Lord Burlington, célèbre architecte dont le goût et le raffinement ont souvent été loués. Le comte architecte conçoit et construit la villa en 1726 et s'adjoint les services de William Kent pour la réalisation du jardin.

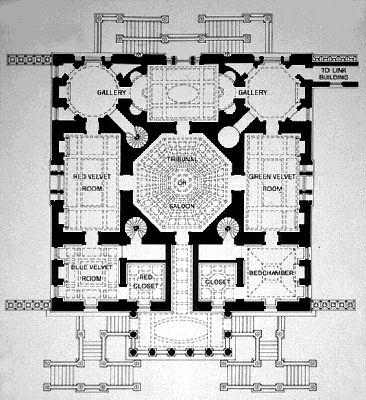
Plan de Chiswick House.

La villa, surmontée d'une coupole octogonale, est inspirée de celle de Andrea Palladio sise près de Vicence en Vénétie, la Villa Capra dite Rotonda et, en même temps, est un parfait exemple de l'architecture du XVIIIe siècle, avec son portique à colonnes, ses plafonds décorés de fresques. Elle diffère cependant de la villa Capra par trois traitements différents des quatre façades (antérieure, postérieure et les deux latérales) au lieu d'une parfaite symétrie adoptée pour chacune de celles de la villa de Vicence. Elle possède une superbe collection de peintures et un mobilier palladien.
Veuf avec une fille, Charlotte Elisabeth, et Chiswick House n'étant pas sa seule demeure, le comte de Burlington n'a pas éprouvé le besoin d'installer les aménagements intérieurs que l'on trouve normalement dans ce type de villa. Néanmoins, elle a été raccordée à d'autres bâtiments destinés à abriter des pièces supplémentaires et le quartier des domestiques.
Au décès de Charlotte Elisabeth, dans les années 1750, les Devonshire, la famille de son époux William Cavendish, héritent de la propriété foncière. Possédant d'autres résidences, ils habitent peu la villa mais, afin de l'agrandir, ils y ajoutent deux petites ailes, verrues qui ont été détruites depuis.
Deux ex-politiques britanniques y sont morts ; Charles James Fox en 1806, et George Canning en 1827.
Victor Cavendish, le 9e duc de Devonshire, vend Chiswick House à la municipalité de Brentford en 1929. La villa et ses jardins sont placés sous l'égide de l'English Heritage.

## Jardin italien
Les restes des jardins italiens originels occupent une partie ouverte au nord de la villa. Ils ont une surface d'environ 26 hectares.  
Les jardins de Chiswick étaient une tentative de recréer symboliquement un jardin de la Rome antique, qui aurait suivi la forme des jardins de la Grèce.  Les jardins, comme la villa, ont été inspirés par l'architecture et les jardins de la Rome antique, comme celui de la Villa Adriana à Tivoli. 
Les spécimens les plus remarquables des essences présentes sont, entre autres, de magnifiques cèdres du Liban. 
La présence d'espèces méditerranéennes, cyprès, arbousier, laurier-cerise et la disposition géométrique du jardin italien offrent un contraste complet avec le reste de la conception paysagère du domaine.

## Accès
La villa et ses jardins sont desservis par la gare de Chiswick et la station de métro Turnham Green.

## Galerie

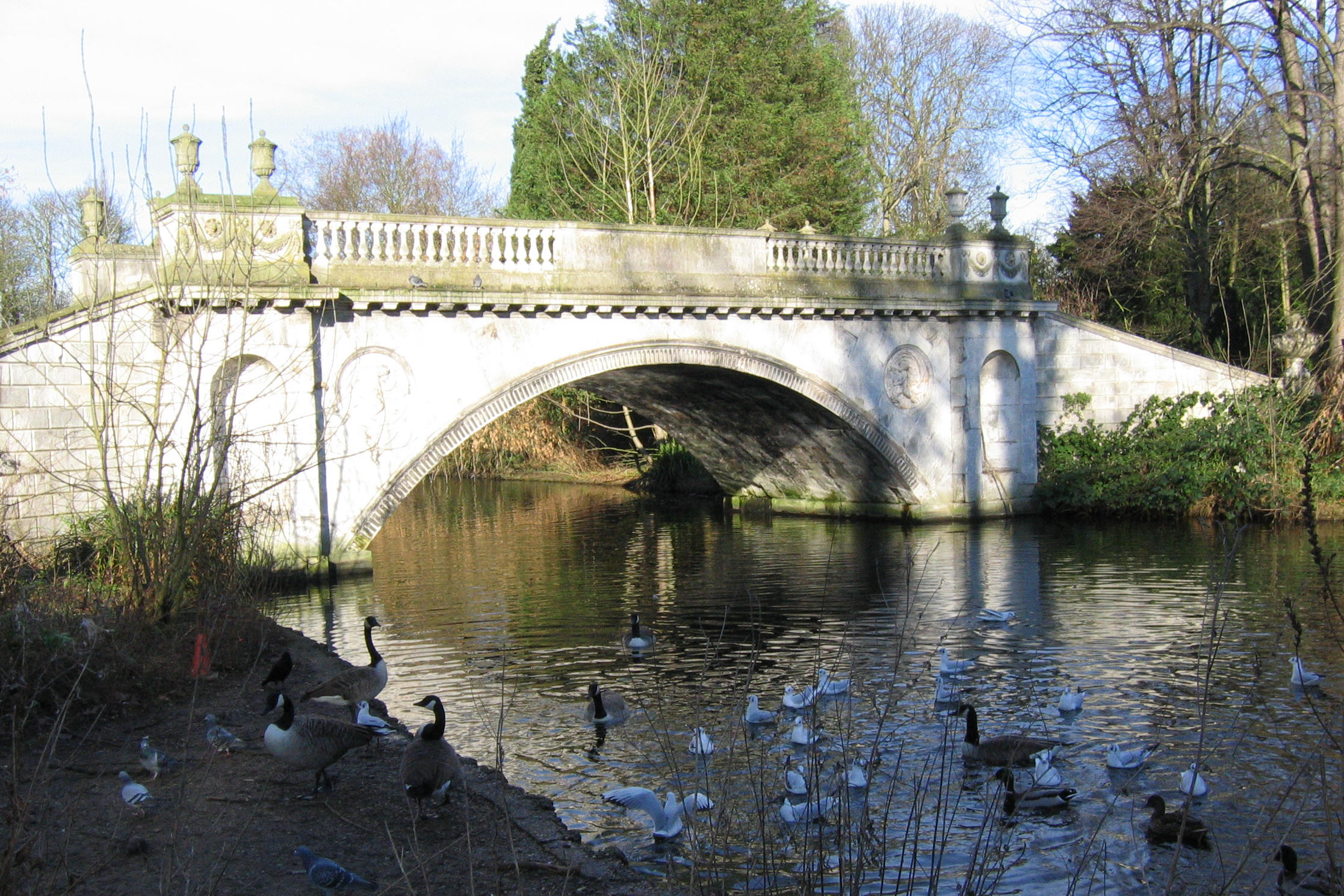
Lac et pont dans les jardins.
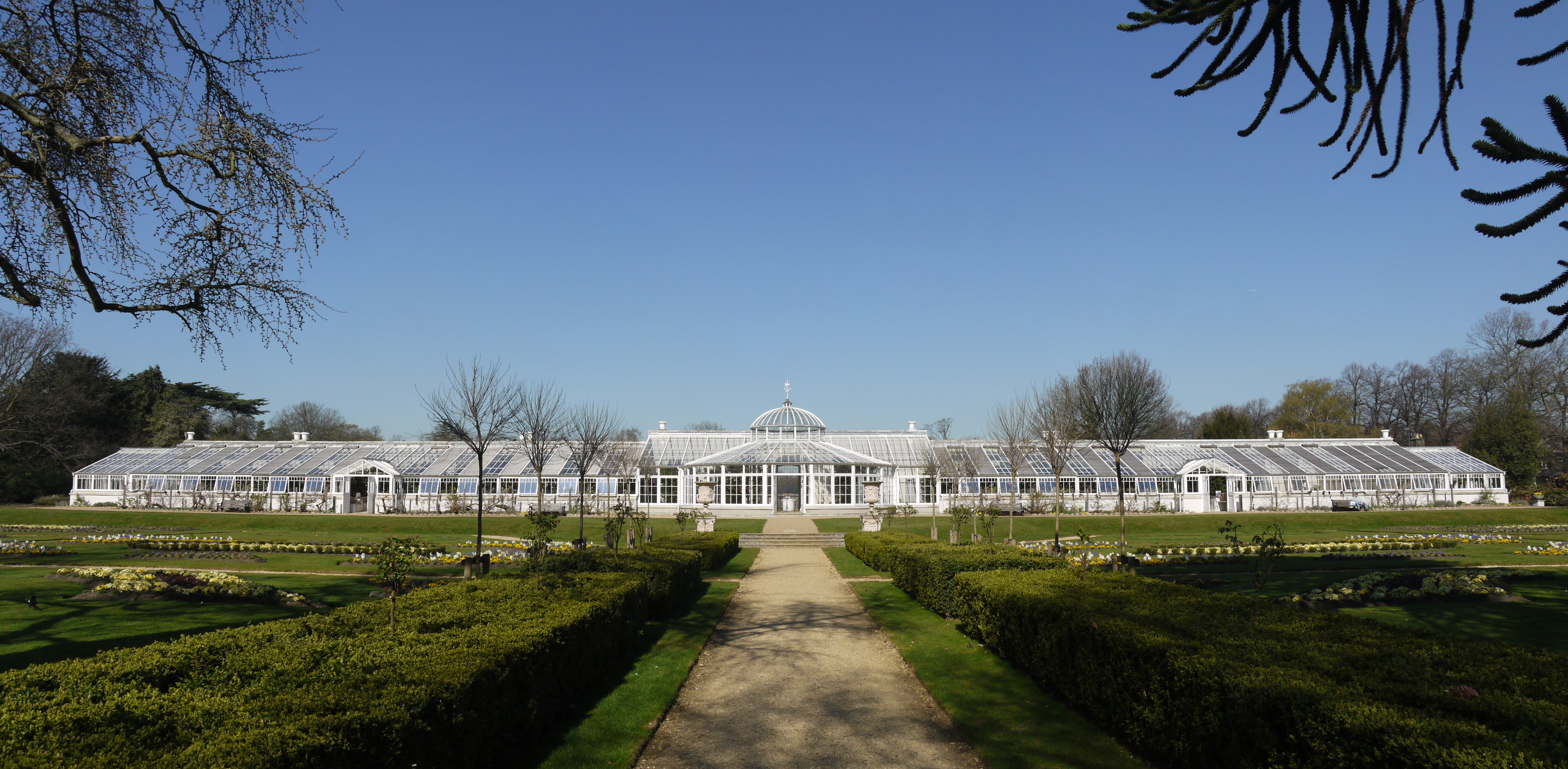
Conservatoire.
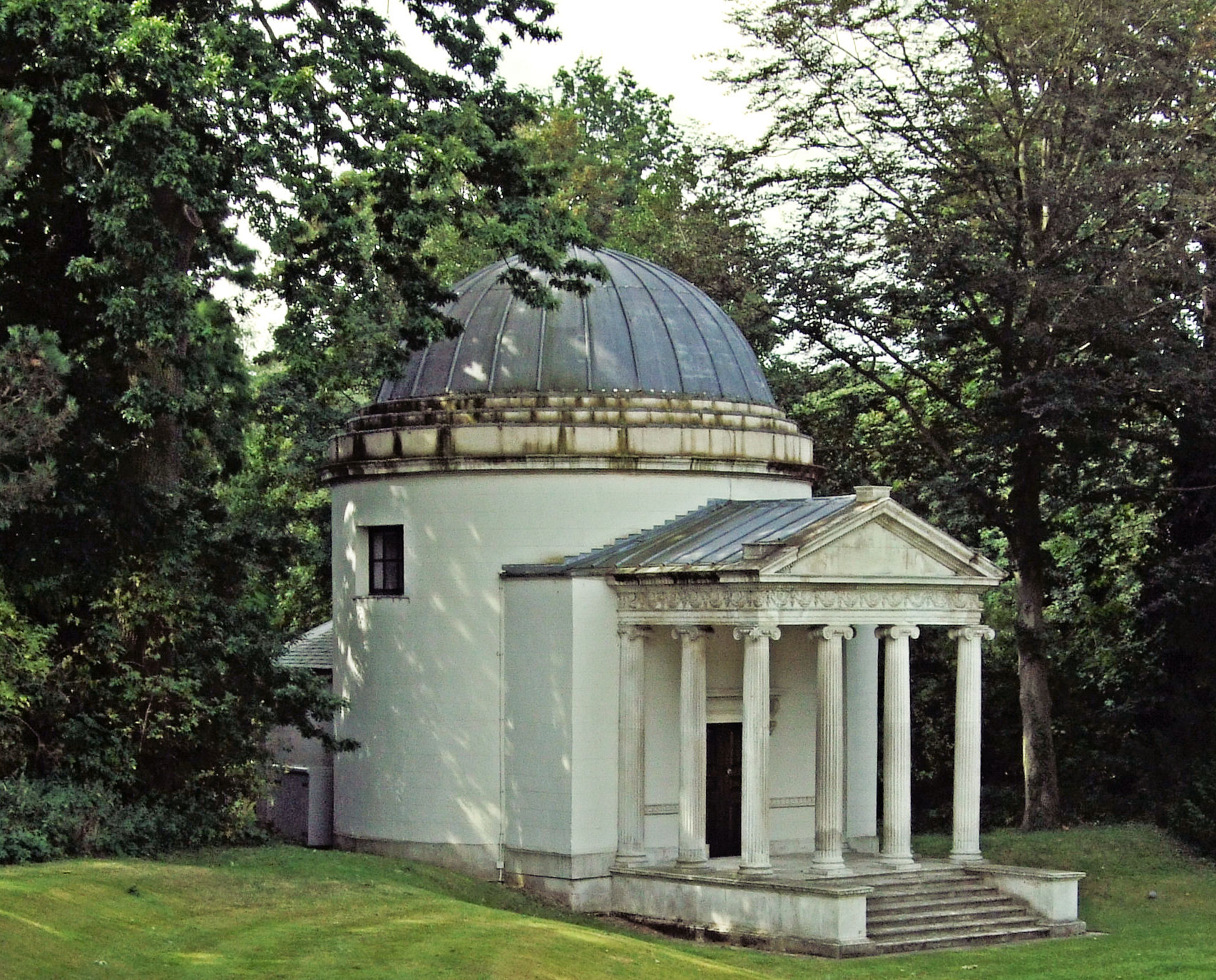
Temple Ionique.
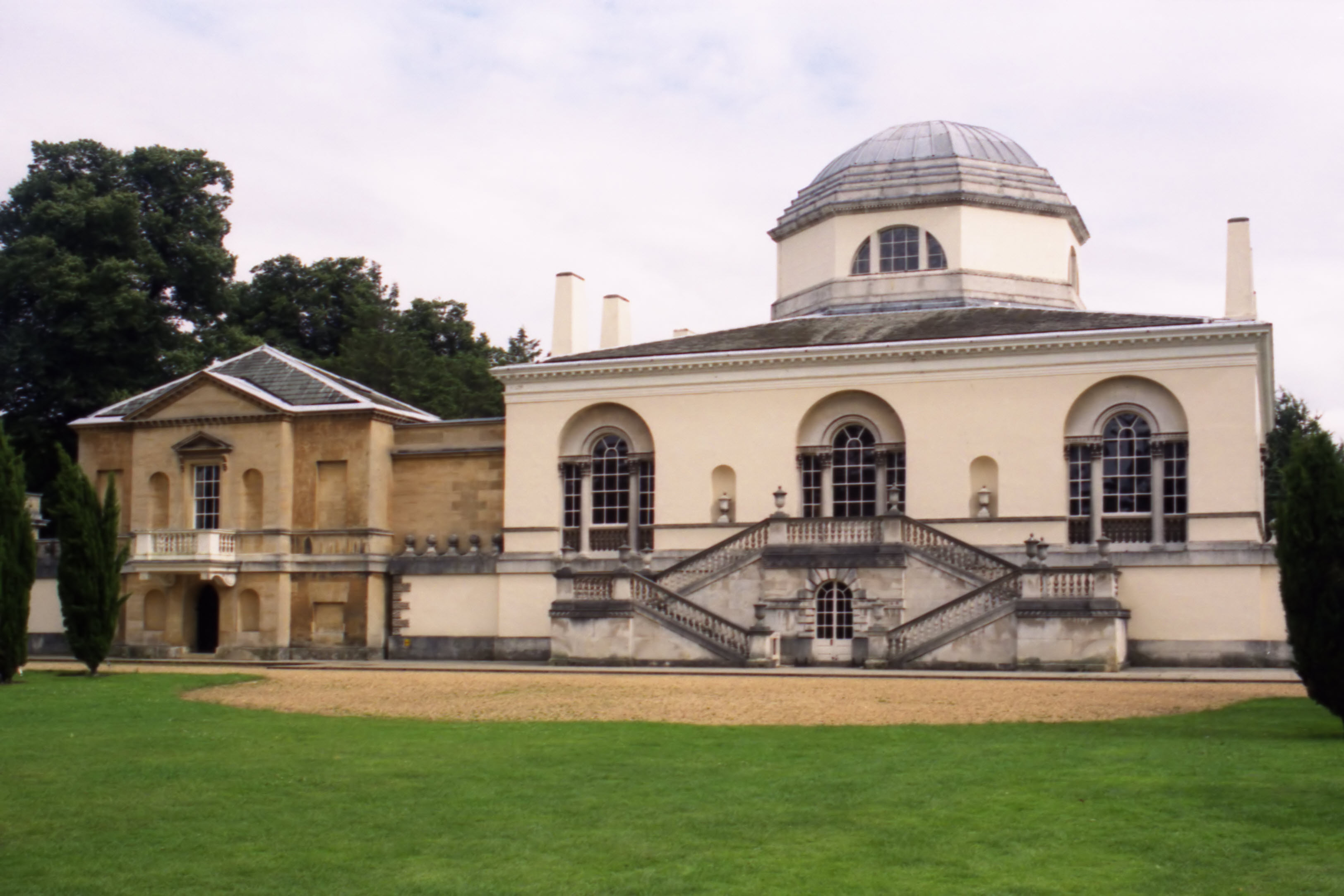
Arrière du bâtiment.
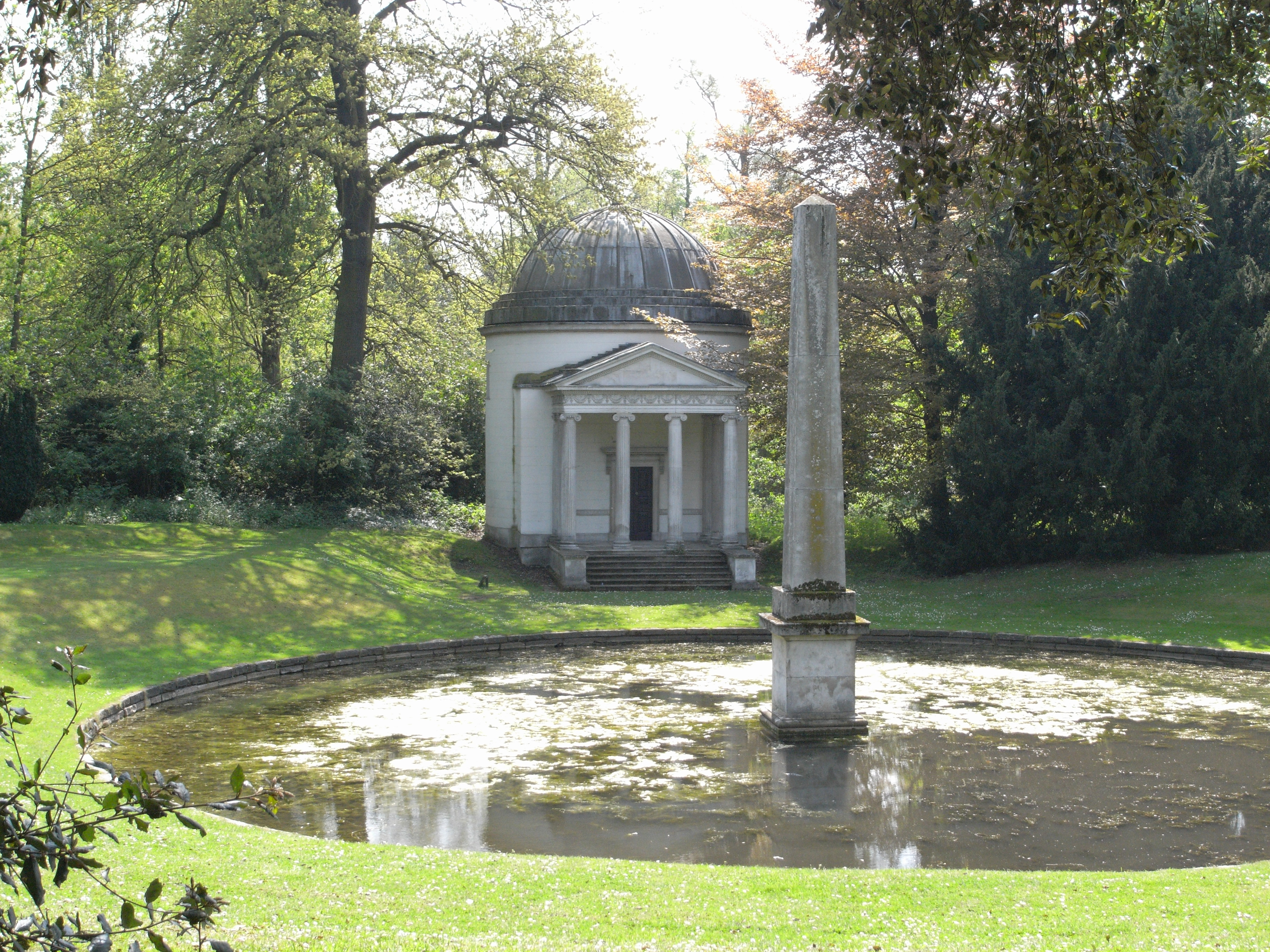
Obélisque et temple de style antique.
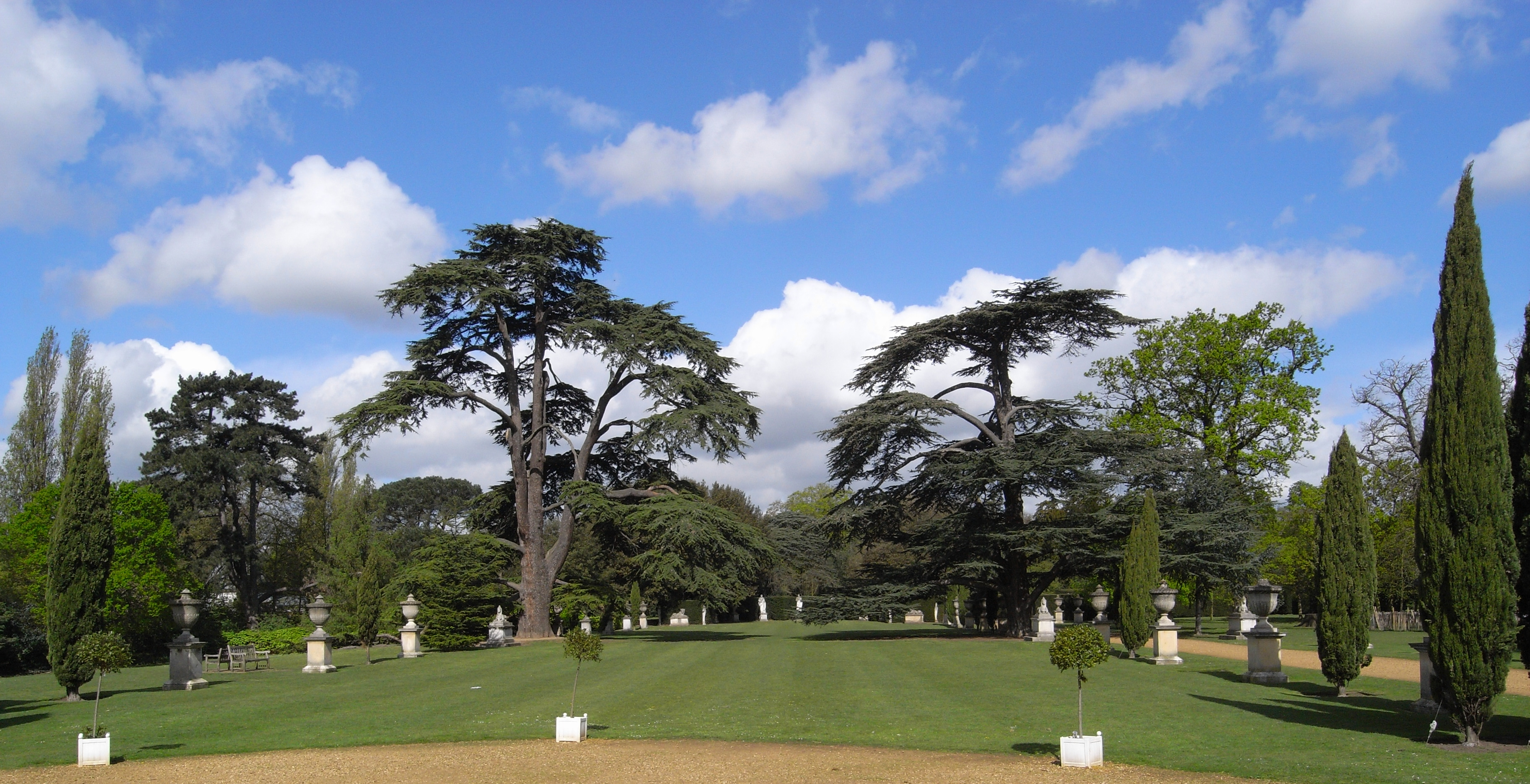
Cèdres.

## Sources
- (en) Cet article est partiellement ou en totalité issu de l’article de Wikipédia en anglais intitulé « Chiswick House » (voir la liste des auteurs).